# Biar (Espanha)
Biar é um município da Espanha na província de Alicante, Comunidade Valenciana. Tem 98,17 km² de área e em 2021 tinha 3 628 habitantes (densidade: 37 hab./km²).

## Demografia
| Variação demográfica do município entre 1991 e 2004 | Variação demográfica do município entre 1991 e 2004 | Variação demográfica do município entre 1991 e 2004 | Variação demográfica do município entre 1991 e 2004 |
| --------------------------------------------------- | --------------------------------------------------- | --------------------------------------------------- | --------------------------------------------------- |
| 1991                                                | 1996                                                | 2001                                                | 2004                                                |
| 3477                                                | 3568                                                | 3539                                                | 3574                                                |